# San Felipe (municipalité)
Pour les articles homonymes, voir San Felipe.
San Felipe est l'une des quatorze municipalités de l'État d'Yaracuy au Venezuela. Son chef-lieu est San Felipe. En 2011, la population s'élève à 100 759 habitants.

## Géographie

### Subdivisions
La municipalité possède deux paroisses civiles et une parroquia capital, traduite ici par « capitale » (en italiques et suivie d'une astérisque) avec, chacune à sa tête, une capitale (entre parenthèses) :
- Albarico (Albarico) ;
- Capitale San Felipe * (San Felipe) ;
- San Javier (Marín).

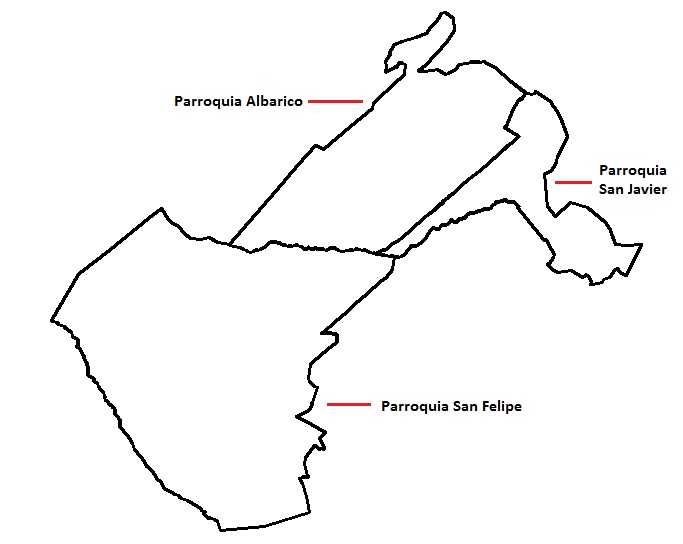
Carte des trois divisions territoriales et statistiques de la municipalité.